# Departament de Cochabamba
Departament de Cochabamba és una divisió administrativa de Bolívia, situada al centre del país, on la majoria de la població parla quítxua. Engloba la ciutat de Cochabamba, fundada en 1574 per Sebastián Barba de Padilla, i es van revoltar contra els espanyols el 14 de setembre de 1810.

## Províncies
Es divideix en 16 províncies:
| Província       | Capital     | Porovíncies de Cochabamba |
| --------------- | ----------- | ------------------------- |
| Arani           | Arani       | Porovíncies de Cochabamba |
| Arque           | Arque       | Porovíncies de Cochabamba |
| Ayopaya         | Ayopaya     | Porovíncies de Cochabamba |
| Bolívar         | Bolívar     | Porovíncies de Cochabamba |
| Capinota        | Capinota    | Porovíncies de Cochabamba |
| Carrasco        | Totora      | Porovíncies de Cochabamba |
| Cercado         | Cochabamba  | Porovíncies de Cochabamba |
| Chapare         | Sacaba      | Porovíncies de Cochabamba |
| Esteban Arze    | Tarata      | Porovíncies de Cochabamba |
| Germán Jordán   | Cliza       | Porovíncies de Cochabamba |
| Mizque          | Mizque      | Porovíncies de Cochabamba |
| Narciso Campero | Aiquile     | Porovíncies de Cochabamba |
| Punata          | Punata      | Porovíncies de Cochabamba |
| Quillacollo     | Quillacollo | Porovíncies de Cochabamba |
| Tapacarí        | Tapacarí    | Porovíncies de Cochabamba |
| Tiraque         | Tiraque     | Porovíncies de Cochabamba |